# Семёновский сельский совет (Близнюковский район)
Семёновский  сельский совет — входил до 2020 года в состав Близнюковского района Харьковской области Украины.
Административный центр сельского совета находился в селе Семёновка.

## История
- 1965 — дата образования.
- После 17 июля 2020 года в рамках административно-территориальной реформы по новому делению Харьковской области[3][4] данный сельский совет, как и весь Близнюковский район Харьковской области, был упразднён; входящие в совет населённые пункты и его территории присоединены к … территориальной общине Лозовского(?) района.
- Сельсовет просуществовал 55 лет.

## Населённые пункты совета
- село Семёновка[1]
- село Дубово́е
- село Плахти́евка